# ISG Paris
ISG Paris je evropská obchodní škola s kampusy (pobočkami) v Paříži, New York a Tokio. Škola byl založena v roce 1967.
Je členem IONIS Education Group.